# 1997년 MTV 무비 어워드
제6회 MTV 무비 & TV 어워드는 1997년 6월 7일에 열린 시상식이다.

## 수상 및 후보

### 최고의 영화상
- 스크림 - 웨스 크레이븐 수상
- 인디펜던스 데이 - 롤랜드 에머리히
- 제리 맥과이어 - 카메론 크로우
- 더 록 - 마이클 베이
- 로미오와 줄리엣 - 바즈 루어만

### 최고의 남자배우상
- 제리 맥과이어 - 톰 크루즈 수상
- 로미오와 줄리엣 - 레오나르도 디카프리오
- 너티 프로페서 - 에디 머피
- 인디펜던스 데이 - 윌 스미스
- 페노메논 - 존 트라볼타

### 최고의 여자배우상
- 로미오와 줄리엣 - 클레어 데인즈 수상
- 타임 투 킬 - 산드라 블록
- 스크림 - 니브 캠벨
- 트위스터 - 헬렌 헌트
- 에비타 - 마돈나

### 주목할만한 배우상
- 타임 투 킬 - 매튜 맥커너히 수상
- 인디펜던스 데이 - 비비카 A. 폭스
- 래리 플린트 - 코트니 러브
- 트레인스포팅 - 이완 맥그리거
- 제리 맥과이어 - 르네 젤위거

### 최고의 키스상
- 인디펜던스 데이 - 윌 스미스 & 비비카 A. 폭스 수상
- 로미오와 줄리엣 - 클레어 데인즈 & 레오나르도 디카프리오
- 바운드 - 지나 거손 & 제니퍼 틸리
- 페노메논 - 카이라 세드윅 & 존 트라볼타
- 브래디 펀치 2 - 유쾌한 가족 - 크리스틴 테일러 & 크리스토퍼 다니엘 반즈

### 최고의 싸움상
- 크래프트 - 페어루자 볼크 & 로빈 튜니 수상
- 케이블 가이 - 매튜 브로데릭 vs 짐 캐리
- 화성 침공 - 짐 브라운 vs 외계인
- 폴리스 스토리 4 - 간단임무 - 성룡
- 바브 와이어 - 파멜라 앤더슨 vs 나쁜 놈

### 최고의 악당상
- 케이블 가이 - 짐 캐리 수상
- 더 팬 - 로버트 드 니로
- 타임 투 킬 - 키퍼 서덜랜드
- 프라이멀 피어 - 에드워드 노튼
- 페이탈 피어 - 마크 월버그

### 최고의 코믹연기상
- 케이블 가이 - 짐 캐리 수상
- 비버리 힐스 닌자 - 크리스 파리
- 너티 프로페서 - 에디 머피
- 버드케이지 - 로빈 윌리엄스

### 최고의 콤비상
- 더 록 - 숀 코네리 & 니콜라스 케이지 수상
- 비비스와 버트헤드 - 비비스와 버트헤드
- 파고 - 스티브 부세미 & 피터 스토메어
- 로미오와 줄리엣 - 클레어 데인즈 & 레오나르도 디카프리오
- 버드케이지 - 네이슨 레인

### 최고의 액션장면
- 트위스터 - 트럭이 농장을 가로지르는 장면 수상
- 이레이저
- 인디펜던스 데이
- 미션 임파서블
- 더 록

### 최고의 음악상
- 페이탈 피어 - Bush: 'Machinehead' 수상
- 페노메논 - 에릭 클랩튼
- 로미오와 줄리엣 - Garbage: '#1 Crush'
- 에비타 - 마돈나: 'Don't Cry For Me Argentina'

### 신인 제작자상
- 스윙어즈 - 더그 라이만 수상

### 평생공로상
- 스타 워즈 에피소드 5 - 제국의 역습 - 피터 메이휴 수상